# Parnassius hannyngtoni
Espèce
Parnassius hannyngtoni (ou hunnyngtoni) ou Apollon de Hannyngton est une espèce d'insectes lépidoptères de la famille des Papilionidae, de la sous-famille des Parnassiinae et du genre Parnassius.

## Dénomination
Parnassius hannyngtoni a été décrit par Andrey Avinoff (d) en 1916.

## Étymologie
Son nom spécifique, hannyngtoni, lui a été donné en l'honneur de Frank Hannyngton, son découvreur.

## Description
Parnassius hannyngtoni est un papillon au corps velu, aux ailes blanches veinées de marron et suffusées de marron dans leur partie basale avec des marques marron le long au bord costal des ailes antérieures et une ligne submarginale de chevrons marron aux ailes postérieures.

## Biologie
Sa biologie est peu connue.

## Écologie et distribution
Parnassius hannyngtoni est présent en Inde et dans le sud du Tibet.

### Biotope
Parnassius hannyngtoni réside en très haute montagne.

### Protection
Parnassius hannyngtoni est protégé en Inde.